# La Patrouille des Castors
Pour les articles homonymes, voir Castor.
La Patrouille des Castors est une série de bande dessinée jeunesse dessinée par MiTacq et principalement scénarisée par Jean-Michel Charlier.
Cette série, publiée pour la première fois dans le Journal de Spirou n°867 le 25 novembre 1954, met en scène une patrouille de scouts. Toutes les aventures se déroulent autour de cinq personnages centraux qui forment la patrouille des Castors.
Au cours de leurs aventures, les Castors connaissent une évolution tant sur le plan graphique que sur le plan narratif. On peut voir les personnages vieillir. Au cours de la série, ils troquent ainsi leurs chemises bleues de scouts-éclaireurs (douze - dix-sept ans) et leurs culottes courtes contre des chemises rouges de pionniers (quinze - dix-sept ans) et des pantalons beiges, suivant en cela la réforme de 1964 des Scouts de Belgique. Ils quittent assez tôt les paysages français pour s'envoler régulièrement à l'autre bout du monde.
Trente aventures de La Patrouille des Castors ont été publiées. Jean-Michel Charlier a assuré le scénario jusqu'en 1980 (album no 22), MiTacq reprenant l’écriture en plus du dessin pour les albums restants. Pour le scénario, il est parfois aidé par Marc Wasterlain. La série cesse avec le décès de son créateur, en 1994.

## Les personnages
Toutes les aventures mettent en scène cinq personnages centraux, qui forment la Patrouille. Ils sont tous parisiens.
- Poulain perspicace, Jean de son prénom civil[2], le charismatique chef de patrouille, il est brun avec les cheveux en brosse. Il a quinze[réf. nécessaire] ans au début de la série. Il est entraînant, courageux, jovial[3].
- Chat tout à tous, Michel[4] ou Baudouin[5] Bayard[6], le plus débrouillard après Poulain. Ce garçon blond est loyal, aime rendre service. Son père dirige un réseau de ventes[7].
- Faucon discret, Frédéric — Fred[8] ou Freddy[9] — Bridoison[6], le scientifique et le « fort en thème ». Brun à lunettes. Il a quinze ans au début de la série. Il est posé, réfléchi et il aime la science et la nature. Son père est ingénieur chimiste[10] et biologiste[11].
- Tapir affamé, Prosper Lebedon, le bon vivant, gourmand et gaffeur. Il a quatorze ans au début de la série. Cheveux châtains. Ses parents sont traiteurs[12] à Ménilmontant[13].
- Mouche laborieuse, le benjamin de la bande, timide et réservé, il manque de confiance en soi, mais tente toujours de faire de son mieux. Il est roux avec des taches de rousseur. Il a treize ans au début de la série.

Dans les deux premières aventures, Le Mystère de Grosbois et Le Disparu de Ker-Aven, les Castors comptent un sixième scout, respectivement Lapin et Buffle. Toujours dans le premier album, Le Mystère de Grosbois, en page 6 de la version 1971, Poulain fait mention d'un scout nommé « Geai ». Est-ce une erreur pour Faucon ? Sinon, il y aurait eu sept noms utilisés pour six personnages. Un autre scout apparaît dans un court récit, Le Gouffre du Val d'Enfer (1956), son nom n'est pas cité mais ressemble à « Sanglier ». Ce seront là les seules apparitions de ces personnages. On n’entendra plus parler d'eux par la suite et la patrouille sera limitée à cinq membres.

## À l'origine de la série
Encore étudiant à l'École supérieure des arts de Saint-Luc à Bruxelles, le jeune Michel Tacq fait ses débuts d'illustrateur pour la revue scoute Plein jeu, en 1944. Il est ensuite engagé pour la revue des routiers-scouts, Carrefour où il fait la connaissance de Jean-Jacques Schellens.  Ce dernier écrira un premier scénario de la Patrouille des Castors, mettant en scène quatre scouts : Sanglier, Marabout, Gustave et Chat. Michel Tacq en réalise une demi-page d'essai. Après son engagement à la World's Presse, l'agence où travaillent de nombreux scénaristes et dessinateurs des éditions Dupuis, Michel Tacq parvient à faire accepter son idée de série mais Georges Troisfontaines, le patron de la World's Presse, lui propose un autre scénariste : Jean-Michel Charlier.   

## Publications

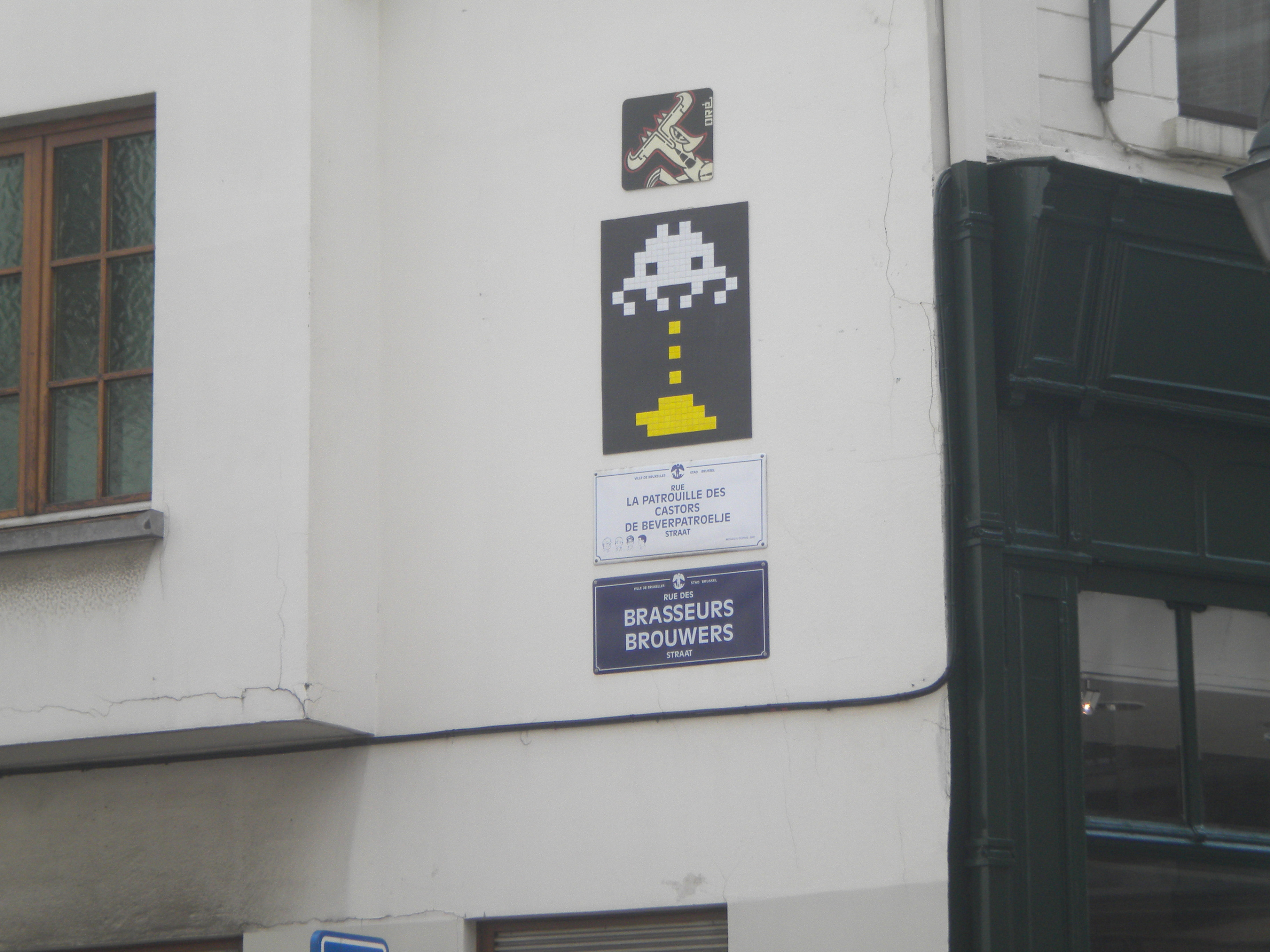
La rue La Patrouille des Castors à Bruxelles.

Les dessins sont toujours de Mitacq, les scénarios sont, sauf précision, de Jean-Michel Charlier.

### DansSpirou
1. Le Mystère de Grosbois, 1954
2. Le Disparu de Ker-Aven, 1955-1956
3. L'Inconnu de la villa mystère, 1956
4. Sur la piste de Mowgli, 1956-1957
5. La Bouteille à la mer, 1957
6. Le Trophée de Rochecombe, 1958
7. Le Secret des monts tabou, 1959
8. Le Hameau englouti, 1959-1960
9. Le Traître sans visage, 1960
10. Le Signe indien, 1961-1962
11. Les Loups écarlates, 1962-1963
12. Mystère en Camargue, 1963 (l'album de 1965 portera le titre Menace en Camargue)
13. La Couronne sacrée, 1964 (l'album de 1965 portera le titre La Couronne cachée)
14. Le Chaudron du diable, 1964-1965
15. L'autobus hanté, 1965
16. Le Fantôme, 1966-1967
17. Le Pays de la mort, 1971
18. Les Démons de la nuit, 1972
19. Vingt milliards sous la terre, 1973
20. El demonio, 1975-1976
21. Passeport pour le néant, 1978
22. « Vacances goutte à goutte », scénario de Mitacq, 1979
23. Prisonniers du large, 1979-1980
24. « Le Parrain », scénario de Mitacq, 1980
25. L'Envers du décor, scénario de Mitacq, 1981
26. Souvenirs d'Elcasino, scénario de Mitacq, 1983
27. « L'Empreinte », scénario de Mitacq, 1984. Repris en 2007.
28. L'Île du crabe, scénario de Mitacq, 1985
29. Blocus, scénario de Mitacq, 1987
30. Torrents sur Mésin, scénario de Marc Wasterlain, 1990
31. La Pierre de foudre, scénario de Mitacq, 1993

### Albums

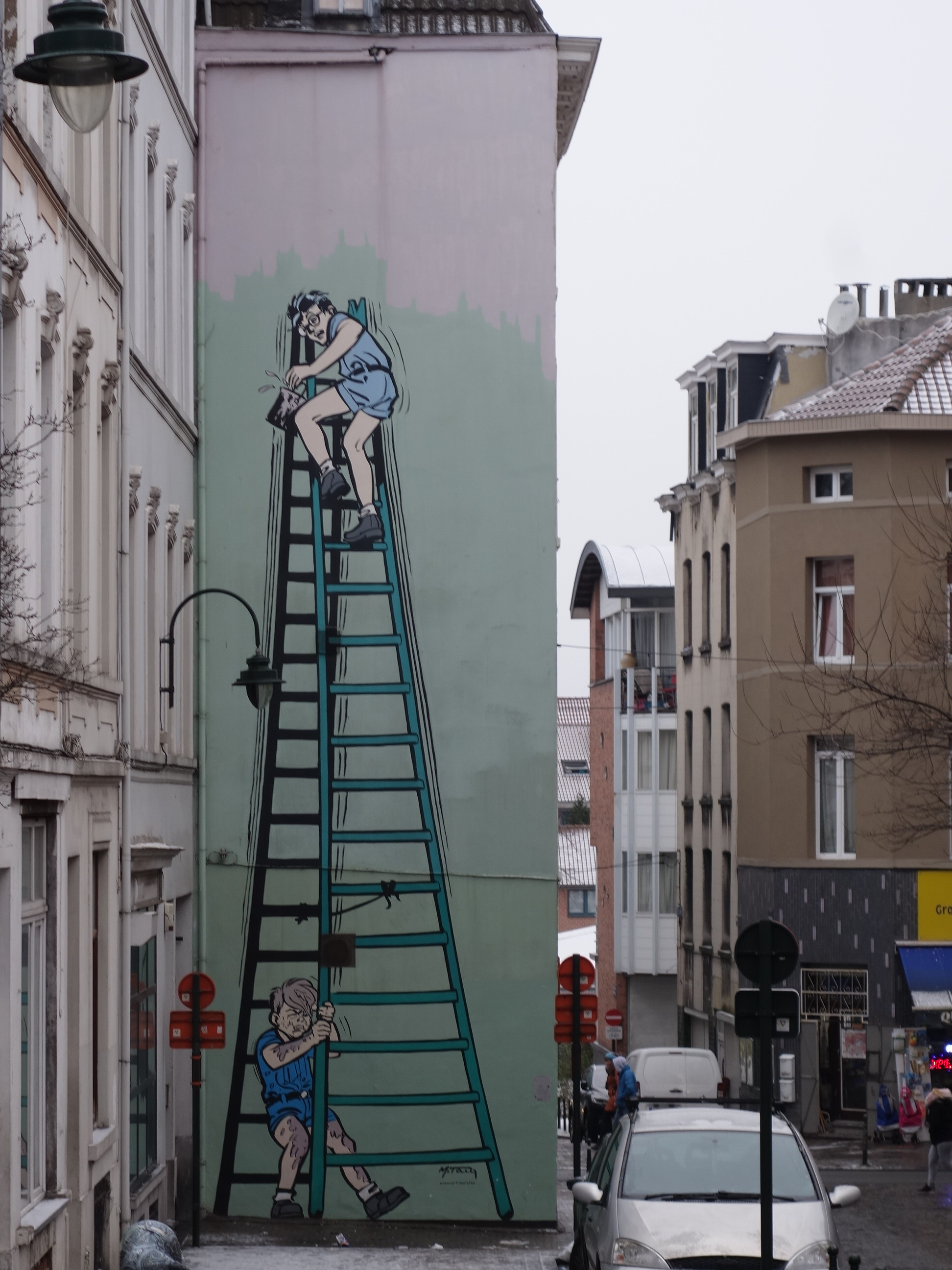
Fresque de La Patrouille des Castors, à Bruxelles

- Série régulière Dupuis, dessin de MiTacq, scénarios de Jean-Michel Charlier (jusqu'au 22) :

1. Le Mystère de Grosbois, 1955
2. Le Disparu de Ker-Aven, 1957
3. L'Inconnu de la Villa Mystère, 1958
4. Sur la piste de Mowgli, 1959
5. La Bouteille à la mer, 1959
6. Le Trophée de Rochecombe, 1960
7. Le Secret des Monts Tabou, 1961
8. Le Hameau englouti, 1961 Scénario basé sur l'histoire du Barrage de Tignes[17].
9. Le Traître sans visage, 1962
10. Le Signe indien, 1963 [n. 1]
11. Les Loups écarlates, 1964
12. Menace en Camargue, 1965
13. La Couronne cachée, 1965. Le scénario s'inspire en partie du roman Le prince Éric de Serge Dalens.
14. Le Chaudron du Diable, 1966
15. L'Autobus hanté, 1967 [n. 2]
16. Le Fantôme, 1969
17. Le Pays de la mort, 1972
18. Les Démons de la nuit, 1973
19. Vingt milliards sous la terre, 1974
20. El Demonio, 1977
21. Passeport pour le néant, 1979
22. Prisonniers du large, 1980
23. L'Envers du décor, scénario de Mitacq, 1983
24. Souvenirs d'Elcasino, scénario de Mitacq, 1984
25. L'Empreinte, recueil d'histoires courtes scénarisées par Mitacq, 1984
26. L'Île du crabe, scénario de Mitacq, 1986
27. Blocus, scénario de Mitacq, 1987
28. Le Calvaire du mort pendu, scénario de Marc Wasterlain, 1989
29. Torrents sur Mesin, scénario de Marc Wasterlain, 1990
30. La Pierre de foudre, scénario de Mitacq, 1993

- Albums repris dans Tout Mitacq 1 à 8, 10 et 12, Dupuis, 1989-1996